# Ак-Мечетский курган
Ак-Мечетский или Кара-Меркитский курган — курган с впускным богатым захоронением V в. до н. э. возле с. Каштановка Раздольненского района Крыма.

## Местонахождение
Курган расположен недалеко от современного с. Каштановка (до 1944 г. - Кара-Меркит (Qara Merkit)) Раздольненского района Крыма и в 50 км от Черноморского (Ак-Мечетской) бухты

## История исследований
Во время исследований кургана в 1885 г. случайно было найдено захоронение в сопровождении предметов скифского быта.

## Описание кургана и находок
Во впускном погребении в каменной гробнице были найдены: обломок меча; 230 наконечников стрел; железные чешуйки панциря; бляхи от конского снаряжения; обломок бронзового черпака с ручкой в виде лебединой головки и четыре пластинки, которые были украшением деревянных посудин, на которых изображены олень с пышными стилизованными рогами и орлиная головка.